# 佛教榮茵學校

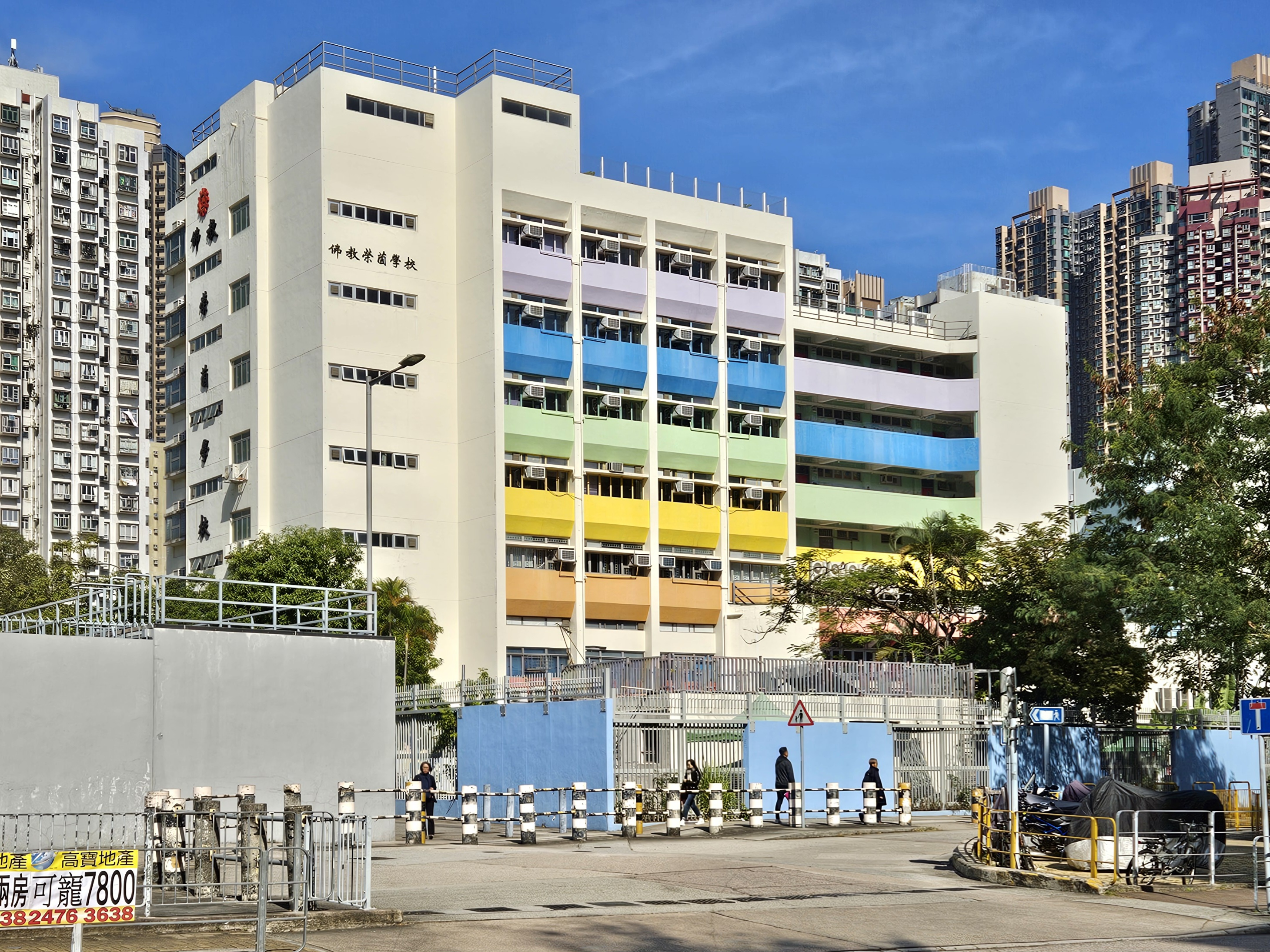
佛教榮茵學校近港攸路

佛教榮茵學校（英語：Buddhist Wing Yan School），簡稱「BWYS」、「榮茵」，是香港的一間津貼小學，位於元朗雞地，在1989年由香港佛教聯合會創立，屬於第74校網。學校原為佛教榮茵學校上午校，於2008年，上下午校被分拆成兩所擁有獨立校舍的全日制小學，上午校留在原址，下午校遷至馬田欖口村路，並更名為佛教陳榮根紀念學校。

## 學校歷史
佛教榮茵學校原是一所政府津貼的半日制小學，創校於1989年，由陳榮根先生及區碧茵女士捐款予香港佛教聯合會興辦，因此在二人姓名中各取一字作校名。學校貫徹「明智顯悲」的精神，秉承「諸惡莫作、眾善奉行」之佛教道理，致力培育及發展學生的學業、品德及潛能，讓莘莘學子能在優良的環境下學習。2008年9月，下午校由元朗鳳攸南街6號搬遷往元朗馬田欖口村路23號校舍，並轉為全日制小學。

## 歷屆校長

### 上午校
- 杜家慶先生（2005年-2008年，末任上午校校長，原為同系佛教明珠學校校長[4]，後過渡至全日制）

### 下午校
- 李玉枝女士（？-2008年，末任下午校校長[5]，後調任同系佛教林金殿紀念小學校長）

### 全日
- 杜家慶先生（2008年-2021年，首任全日制校長）
- 孫偉文先生（2021年起，現任全日制校長[6]）

## 學校設施[7][8]
- 27個標準課室
- 遠程教室
- 音樂藝術室
- STEM ROOM
- STREAMER BUS
- 流動星象館
- 觀星台
- 航天室
- 「趣」綠教室
- 數碼圖書館
- 圖書館
- 自助借圖書機
- 榮茵電視台
- 可再生能源展示區
- 交通安全城
- 家長資源中心
- 英文學習室
- 流動陶瓷室
- 資訊科技學習中心
- 機械人製作及3D打印站

## 課外活動[9][10]
- 運動：田徑、籃球、足球、閃避球、羽毛球、乒乓球、體操、小型網球、跆拳道、花式跳繩
- 藝術：中國舞、拉丁舞、小提琴、鼓樂、笛子、古箏、陶藝、精靈小畫家、國畫、獅藝
- 學術：英語拼音、劍橋英文、英語話劇、編程小先鋒等
- 制服團体：幼童軍、小童軍、小女童軍、交通安全隊、紅十字隊、升旗隊、佛青團、公益少年團、環保大使、風紀

## 測考
每學年共舉行考試4次。

## 著名/傑出校友
- 吳浩康：香港男歌手
- 林秀怡：香港女演員（2003年小六）[11]
- 鍾翰林：前學生動源召集人[12]（2013年小六）[13]

## 外部連結
- 佛教榮茵學校校網 （页面存档备份，存于）